# Guido Cantelli
Pour les articles homonymes, voir Cantelli.
Guido Cantelli (Novare, 27 avril 1920 – Orly, 24 novembre 1956) est un chef d'orchestre italien. Au cours de sa brève carrière internationale entre 1949 et 1956, il dirige certains des meilleurs orchestres d'Europe et d'Amérique, avant de mourir prématurément à l'âge de trente-six ans.

## Biographie
Guido Cantelli est le fils d'un chef d'orchestre de l'armée. Il donne son premier récital au piano à l'âge de quatorze ans. Il fréquente ensuite le Conservatoire de Milan, étudiant le piano et la composition avec Federico Ghedini et Arrigo Pedrollo (it) ainsi que la direction d'orchestre avec Antonino Votto,. 
En 1943, alors qu'il est nommé directeur artistique de l'orchestre du Teatro Coccia de Novara et dirige La Traviata, Guido Cantelli est mobilisé. Il refuse d'adhérer à la cause fasciste et est déporté en camp de travail en Allemagne puis à Stettin. Hospitalisé à Bolzano, il s'évade en 1944. Mais il est bientôt capturé et ne doit la vie sauve qu'à l'arrivée des forces alliées.
À la Libération, en 1945, sa carrière reprend et se développe rapidement. Il dirige des représentations au théâtre de la Scala de Milan. Invité par Arturo Toscanini, il dirige également l'orchestre symphonique de la NBC à New York, où il fait ses débuts le 15 janvier 1949, ce qui fonde sa réputation internationale. 
En 1950, il apparaît pour la première fois en Angleterre, lorsqu'il dirige l'orchestre de La Scala au festival d’Édimbourg (Requiem de Mozart). Quelques jours plus tard, toujours avec le même orchestre, il remplace au pied levé Victor de Sabata indisposé. En 1951, il dirige l'Orchestre Philharmonia à Londres avec grand succès et commence une série d'enregistrements avec l'orchestre : Beethoven, Schubert, Mendelssohn, Schumann (4e, 1953), Brahms (3e, 1955), Tchaïkovski, Debussy, Dukas… Tout comme Toscanini ou Mitropoulos, il préférait répéter et jouer en concert sans partition.
Nommé directeur musical de la Scala le 16 novembre 1956, il souhaite se désengager de son contrat avec l'orchestre philharmonique de New York. N'ayant pu le faire, il se rend à New York pour diriger l'orchestre, sur un vol des lignes aériennes italiennes au départ de Rome et via Paris. Le Douglas DC-6 qui le transporte le 24 novembre manque son décollage de l'aéroport d’Orly pour une raison inconnue et s'écrase, ne laissant qu'un seul survivant. Cantelli meurt dans l'accident, à l'âge de trente-six ans. Toscanini qui meurt à l'âge de quatre-vingt-neuf ans, deux mois après, n'est pas informé de sa mort. Le vieux chef, impressionné par son jeune compatriote en était venu à le considérer comme son héritier spirituel. Ses interprétations sont « vives, claires, fouillées, incisives, intenses mais maîtrisées », mais « plus humaines et surtout dramatiques ».
Un concours de direction d'orchestre qui porte son nom, a été organisé à Novare, sa ville natale et à La Scala où se sont révélés Riccardo Muti et Eliahu Inbal.

## Discographie
Guido Cantelli enregistre pour EMI. En raison de sa courte carrière, de nombreuses bandes radio ont été publiées chez divers labels dans des conditions souvent précaires, pour enrichir le répertoire effectivement joué par le chef d'orchestre.
- The Art of Guido Cantelli - orchestre philharmonique de New York, orchestre symphonique de la NBC, dir. Guido Cantelli (1949–1952, 12CD Music & Arts CD-1120)
- The Art of Guido Cantelli - Orchestre Philharmonia, Orchestre de la NBC, orchestre philharmonique de New York, Orchestre symphonique de Boston Orchestre de l'Académie Sainte-Cécile (1949–1956, 23CD Artis AT013)
- Claude Debussy, Prélude à l'Après-midi d'un faune, La Mer, Le Martyre de Saint-Sébastien, deux des Trois Nocturnes - Orchestre Philharmonia, dir. Guido Cantelli (juin/septembre 1954, août 1955, EMI 5 62951 2)
- Beethoven, Concerto pour piano no 4, op. 58 - Wilhelm Backhaus, piano ; Orchestre philharmonique de New York (concerts, 1954, Hänssler/Profil PH10006)